# ムアンノンタブリー郡
ムアンノンタブリー郡（ムアンノンタブリーぐん）は、タイ中部・ノンタブリー県にある郡（アムプー）。ノンタブリー県の県庁所在地（ムアン）でもある。

## 名称
ノンタブリーとは「歓びのまち」と言う意味である。

## 歴史
年代はいつか分かっていないがタラートクワンという名前で現在のノンタブリーが存在しており、アユタヤ王朝ナーラーイ王時代にタイを訪れたフランス人の記録にその名前が乗っている。その後、1917年、郡（アムプー）が設置され、ノンタブリーと名を変えた。その後、1938年、ノンタブリー郡はムアンノンタブリー郡と名を変えた。ノンタブリーは1943年1月1日から1946年5月9日まで県自体がトンブリー県とプラナコーン県（両県とも現在バンコク）に編入されており、ノンタブリーもその間プラナコーン県に編入された。郡がプラナコーン県であった間は単なるノンタブリー郡に改称されたが、その後ノンタブリー県が復帰した際にムアンノンタブリー郡に再度改称された
。
1992年、ノンタブリー県庁舎がタムボン・スワンヤイ中部からバーンクラソーに移転する。跡地はノンタブリー博物館として公開。
- 1995年9月、ノンタブリー市（英語版、タイ語版）が発足する。
- 2006年2月、テーサバーンムアン・バーンシームアンが発足する。
- 2020年
  - 6月、テーサバーンムアン・バーンクラーンが発足する。
  - 7月、テーサバーンタムボン・サイマーが発足する。

## 地理
ほとんどが市街地であり、海抜0メートル程度の平坦な土地が広がっている。市内の重要な水源はチャオプラヤー川であり、人為的に作られた運河などが張り巡らされている。
郡内からチャオプラヤー川にかかる橋は2つありラーマ5世橋とラーマ3世橋である。主要な通りはバンコクのチャトゥチャック区からカーンチャナーピセーク通りおよびバーンヤイ郡中心地を結ぶ、国道303号線（ガームウォンワン通り、ラッタナティベート通り）と南北に走り、北はパトゥムターニーに、南はカーンチャナーピセーク通りに繋がる国道306号線がある。

## 産業
郡内のほとんどの産業は商業あるいは、公務員などである。
タイの環境NGOバイオタイ財団が本部を置いている。

## 行政区分
郡は10のタムボンに分かれ、さらにその下位に32の村（ムーバーン）がある。4の自治市町（テーサバーン）があり、以下の通り。
- テーサバーンナコーン・ノンタブリー（ノンタブリー市）・・・下表参照（郡のチャオプラヤー川の東側全体）
- テーサバーンムアン・バーンシームアン・・・タムボン・バーンシームアン全体とタムボン・バーンクラーンの一部
- テーサバーンムアン・バーンクラーン・・・タムボン・バーンクラーンの大半
- テーサバーンタムボン・サイマー・・・タムボン・サイマー全体

★印はノンタブリー市に属するタムボンを示す。人口は2024年12月集計。
出典：“ระบบสารสนเทศเพื่อการบริหาร” (タイ語). stat.bora.dopa.go.th. 2025年6月5日閲覧。
| コード | タムボン           | 現地名    | 村の数 | 人口   | 色 | 地図 |
| ------ | ------------------ | --------- | ------ | ------ | -- | ---- |
| 1.★    | スワンヤイ         | สวนใหญ่    | 廃止   | 33,954 |    |      |
| 2.★    | タラートクワン     | ตลาดขวัญ   | 廃止   | 45,318 |    |      |
| 3.★    | バーンケーン       | บางเขน    | 廃止   | 40,603 |    |      |
| 4.★    | バーンクラソー     | บางกระสอ  | 廃止   | 56,230 |    |      |
| 5.★    | ターサーイ         | ท่าทราย    | 廃止   | 65,078 |    |      |
| 6.     | バーンパイ         | บางไผ่     | 5      | 13,225 |    |      |
| 7.     | バーンシームアン   | บางศรีเมือง | 5      | 24,640 |    |      |
| 8.     | バーンクラーン     | บางกร่าง   | 10     | 33,698 |    |      |
| 9.     | サイマー           | ไทรม้า     | 6      | 24,634 |    |      |
| 10.    | バーンラックノーイ | บางรักน้อย  | 6      | 21,232 |    |      |